# Перефикс де Бомон, Ардуэн де
Ардуэн де Перефикс де Бомон (фр. Hardouin de Péréfixe de Beaumont, родился в 1606 году, умер 1 января 1671 года) — французский иерарх, епископ Родеза (1648—1662), архиепископ Парижа (1662—1671). Воспитатель юного короля Людовика XIV. Церковный и общественный деятель, писатель, автор биографии короля Генриха IV.

## Биография
Родился в Бомоне в 1606 году, учился в университетах Пуатье и Парижа, после окончания учёбы стал настоятелем монастыря в Бомоне.
В 1644 году он был назначен воспитателем пятилетнего Людовика XIV, в его обязанности входило обучать короля истории и литературе; а также контролировать небольшую группу учителей по другим предметам. Перефикс показал себя посредственным воспитателем, Франсуа Блюш, автор подробной биографии Людовика XIV, дал ему характеристику «больше ханжа, чем духовник».
26 апреля 1648 года Перефикс был назначен епископом Родеза, 1 февраля 1649 года это назначение было утверждено Римом. 18 апреля 1649 года состоялась епископская хиротония. В 1654 году стал членом Французской академии, заменив в ней умершего Жан-Луи Бальзака.
29 июня 1662 года скончался от болезни архиепископ Парижа Пьер де Марка, 30 июля того же года Людовик XIV назначил новым парижским архиепископом своего воспитателя в детстве. Однако конфликт между Людовиком и Святым Престолом, связанный с отказом Рима автоматически распространить положения Болонского конкордата на вновь приобретённые Францией земли (Артуа, Руссильон и др.), привёл к тому, что Рим утвердил Перефикса на парижской кафедре с почти двухлетней задержкой, лишь 24 марта 1664 года.
Главной темой в церковной жизни Парижской архиепархии в период нахождения на кафедре Ардуэна де Перефикса стали конфликты, связанные с янсенизмом. После осуждения Иннокентием X янсенизма в 1653 году, папа Александр VII в 1656 году отверг аргументы янсенистов и в 1656 году повторно осудил янсенизм как ересь. Несмотря на это споры между янсенистами и их противниками, которых возглавляли иезуиты, продолжались и в последующие десятилетия. Центром янсенизма во Франции продолжал оставаться парижский женский монастырь Пор-Рояль, который, несмотря на все усилия, угрозы и увещевания Ардуэна де Перефикса, оставался твёрд в своих убеждениях и отказывался подписывать «Формуляр 1657 года» с осуждением янсенистских положений. Не помогло даже отлучение монахинь от причастия и высылка 12 наиболее упорствующих в разные монастыри. Перефикс сказал по поводу монахинь Пор-Рояля «Они чисты, как ангелы, но горды, как демоны». Конфликт был относительно улажен в 1668 году подписанием Пор-Роялем формуляра с компромиссными положениями, которые сформулировал новый папа Климент IX, явно желавший урегулирования конфликта, и которые не содержали прямого указания на книгу Янсения. Борьбе Ардуэна де Перефикса с Пор-Роялем посвящена пьеса А. де Монтерлана «Пор-Рояль».

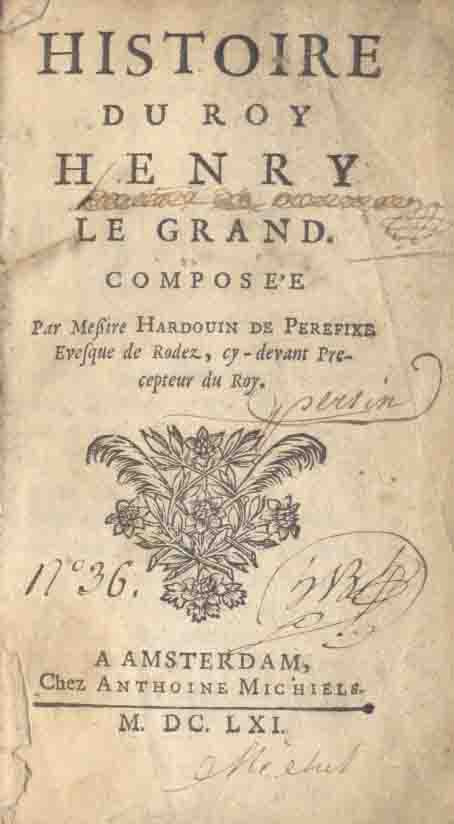
Обложка первого издания «Истории короля Генриха Великого»

Заметным событием в культурной жизни Парижа стал конфликт Мольера и Ардуэна де Перефикса, как представителя церковных кругов, из-за пьесы «Тартюф». Почти сразу после написания в 1664 году пьеса была запрещена. Несмотря на переделку Мольером наиболее резких мест Перефикс в 1667 году под страхом отлучения от церкви запретил верующим не только смотреть, но даже читать и слушать пьесу. Запрет на пьесу был снят только в 1669 году, после переименования в «Обманщика» и авторской цензуры всех мест, которые могли бы быть восприняты как антицерковные. Разрешению конфликта во многом способствовал сам Людовик XIV, уважавший Перефикса, но в то же время покровительствовавший Мольеру.
Несмотря на конфликт с Мольером, Перефикс сам не был чужд литературной деятельности, ещё в 1647 году он составил для молодого короля сборник латинских изречений, а в 1661 году выпустил историко-биографическую книгу «История короля Генриха Великого» («Histoire du roy Henry le Grand»), посвящённую королю Генриху Наваррскому. Вольтер в своём труде «Век Людовика XIV» положительно отзывается об этой книге, в то время как Сент-Бёв, оценивая Перефикса как достаточно образованного и достаточно привлекательного писателя, отрицательно отзывается о нём как о личности, говоря, что он был человеком «без характера, без возвышенной души и без внешнего достоинства; он никогда не соответствовал уровню своего высокого поста».
Ардуэн де Перефикс скончался 1 января 1671 года в Париже.